# De Bouw
De Bouw is een Nederlandse reality-reeks over het bouwen van een villa ter waarde van € 500.000,-. Het programma werd in 2005 uitgezonden door Talpa.

## Format
In Almere kwamen tien totaal verschillende koppels bij elkaar om samen een droomhuis te bouwen, naar een ontwerp van vormgever Piet Boon. Binnen de hekken van de bouwplaats stonden, naast mobiele kantoorruimtes en een gemeenschappelijke eetzaal, tien cabins waarin de koppels moesten verblijven. Iedere week kreeg één koppel de leiding. Zij moesten ervoor zorgen dat de wekelijkse doelstellingen worden gehaald en het eindresultaat in de gaten houden. Wekelijks werd ook één koppel weggestemd door de andere stellen. In de finale besliste de kijker via sms en internet welk overgebleven stel het meeste recht had op de villa. Een gelijksoortig programma bestond in Vlaanderen onder de naam De Werf.

## Deelnemers
| Deelnemers          | Leeftijd | Woonplaats          | Beroep                                            | Resultaat                       |
| ------------------- | -------- | ------------------- | ------------------------------------------------- | ------------------------------- |
| Herman en Trudy     | 44 en 50 | Westervoort         | beiden pompbediende                               | finalisten 05-12, winnaar villa |
| Ton en Petra        | 34 en 34 | Hendrik-Ido-Ambacht | bedrijfsleider en commercieel medewerker          | finalisten 05-12, tweede        |
| Elco en Mandy       | ?        | Heerhugowaard       | eigenaar Van Wijk Afbouw en SNS Bank              | afgevallen 02-12                |
| Dennis en Regi      | ?        | ?                   | geluidstechnicus en dansdocent                    | afgevallen 18-11                |
| Euan en Nicole      | ?        | ?                   | werkloos en zangeres                              | afgevallen 04-11                |
| Michel en Kiona     | ?        | Arnhem              | interieurbouwer en ontwerper                      | afgevallen 21-10                |
| Henk en Carla       | ?        | ?                   | timmerman en linnenkamermedewerker hotel          | afgevallen 14-10                |
| Michel en Sandra    | ?        | ?                   | voeger en projectmedewerker                       | opgegeven 11-10                 |
| Peter en Petra      | ?        | ?                   | teamleider logistiek en eigenaar schoonheidssalon | afgevallen 07-10                |
| Michel en Priscilla | ?        | ?                   | cateraar en werkloos horecamedewerker             | afgevallen 21-09                |
| Camile en Heidi     | ?        | ?                   | ontwikkelingsmanager en secretaresse              | afgevallen 14-09                |